# قائمة أعمال سعد الصويان
بدأ سعد الصويان بالتأليف عند نشره كتاب «جمع المأثورات الشفهية» في سنة 1405هـ/1985م.
حصل في سنة 2014م على جائزة الشيخ زايد للكتاب في «التنمية وبناء الدولة» لتأليفه كتاب «ملحمة التطور البشري».

## الكتب

### باللغة العربية
| #  | اسم الكتاب | السنة        | دار النشر                                        | ملاحظات     |
| -- | --- | ------------ | ------------------------------------------------ | ----------- |
| 1  | جمع المأثورات الشفهية                                                                                            | 1405هـ/1985م | مركز التراث الشعبي لدول الخليج العربية، الدوحة   |             |
| 2  | حداء الخيل | 1988م        | الجمعية العربية السعودية للثقافة والفنون، الرياض |             |
| 3  | الشعر النبطي: ذائقة الشعب وسلطة النص                                                                             | 2000م        | دار الساقي، بيروت                                | (616 صفحة)  |
| 4  | فهرست الشعر النبطي                                                                                               | 2001م        |                                                  | (668 صفحة)  |
| 5  | الصحراء العربية، شعرها وثقافتها عبر العصور: قراءة أنثروبولوجية                                                   | 2010م        | الشبكة العربية للأبحاث والنشر، بيروت             | (819 صفحة)  |
| 6  | أيام العرب الأواخر: أساطير ومرويات شفهية في التاريخ والأدب من شمال العربية مع شذرات مختارة من قبيلة آل مرة وسبيع | 2010م        | الشبكة العربية للأبحاث والنشر، بيروت             | (1142 صفحة) |
| 7  | فسح سهوا: مقالات في الشأن المحلي السعودي                                                                         | 2012م        | دار مدارك للنشر، دبي                             | (603 صفحة)  |
| 8  | ملحمة التطور البشري                                                                                              | 2013م        | دار مدارك، دبي                                   | (1104 صفحة) |
| 9  | محاضرات في أدب الصحراء العربية                                                                                   | 2014م        | وزارة الثقافة والفنون والتراث، الدوحة، قطر       |             |
| 10 | أطروحات إثنولوجية                                                                                                | 2021م        | دار مدارك للنشر، دبي                             | [ 4 ]       |

### باللغة الإنجليزية
| # | اسم الكتاب                                                                     | السنة | دار النشر                      | ملاحظات |
| - | ------------------------------------------------------------------------------ | ----- | ------------------------------ | ------- |
| 1 | Nabati Poetry: The Oral Poetry of Arabia                                       | 1985م | University of California Press |         |
| 2 | The Arabian Oral Historical Narrative: An Ethnographic and Linguistic Analysis | 1991م | Otto Harrassowitz, Wiesbaden   |         |

## المقالات
| #  | العنوان | السنة | السنة - العدد - المجلد - الجزء | الناشر                                                   |
| -- | --- | ----- | ------------------------------ | -------------------------------------------------------- |
| 1  | مع ابن جنيدل وشعراء العالية | 1983م | السنة 17، الجزء 11-12          | مجلة العرب                                               |
| 2  | مع ابن جنيدل وشعراء العالية | 1983م | السنة 18، الجزء 1-2            | مجلة العرب                                               |
| 3  | في دراسة اللهجات الحديثة | 1984م | السنة 18، الجزء 11-12          | مجلة العرب                                               |
| 4  | الشعر النبطي: جمعه ودراسته على ضوء النظريات والمناهج المعاصرة                                                                                  | 1985م | السنة 10، العدد 21             | مجلة كتابات                                              |
| 5  | الدراسات الشعبية في أوروبا في القرن التاسع عشر                                                                                                 | 1985م | المجلد 12، العدد 1             | مجلة كلية الآداب، جامعة الملك سعود                       |
| 6  | مع د. عبدالله العتيبي ودراسات في الشعر الشعبي الكويتي                                                                                          | 1986م | السنة 12، العدد 45             | مجلة دراسات الخليج والجزيرة العربية                      |
| 7  | المعاناة والإبداع في نظم القصيدة النبطية | 1987م | السنة 13، العدد 1              | مجلة الدارة                                              |
| 8  | الفن والحياة | 1987م | العدد 250                      | مجلة البيان                                              |
| 9  | ثقافة العصر الحجري القديم | 1991م | المجلد 6، الجزء 1              | مجلة العصور                                              |
| 10 | اللغة الإنسانية: طبيعتها وخصائصها | 1993م | المجلد 8، الجزء 1              | مجلة العصور                                              |
| 11 | النظرية اللغوية عند فردينان دي سوسير | 2001م | المجلد 3، العدد 2              | مجلة الدراسات اللغوية                                    |
| 12 | الإنسان والبيئة من منظور أنثروبولوجي | 2001م | 248                            | مجلة رسائل جغرافية                                       |
| 13 | بدايات الزراعة في منطقة الهلال الخصيب | 2002م | السنة 20، العدد 80             | المجلة العربية للعلوم الإنسانية، جامعة الكويت            |
| 14 | الشعر البدوي في مقدمة ابن خلدون | 2003م | السنة 5، العدد 18-19           | مجلة الدرعية                                             |
| 15 | البداوة والحضارة: نموذج بديل | 2003م | العدد 6                        | مجلة العلوم الإنسانية، جامعة البحرين                     |
| 16 | ظهور المدينة ونشوء الدولة في بلاد الرافدين | 2006م | السنة 24، العدد 94             | المجلة العربية للعلوم الإنسانية، جامعة الكويت            |
| 17 | نحو تحديد مفهوم عربي للمأثور الشعبي. الخطاب الثقافي                                                                                            | 2006م | العدد 1                        | جمعية اللهجات والتراث الشعبي في جامعة الملك سعود، الرياض |
| 18 | الشفاهي والكتابي في اللغة والأدب | 2007م |                                | مجلة حقول، النادي الأدبي، الرياض                         |
| 19 | الخلافات بين الإمام عبدالله بن فيصل وأخيه سعود وأبنائه وانعكاسات ذلك على الحكم في أواخر الدولة السعودية الثانية وأوائل الدولة السعودية الثالثة |       |                                |                                                          |
| 20 | القصيدة النبطية الشفاهة المبطنة |       |                                |                                                          |
| 21 | البدو والبدائية: إعادة نظر في النموذج الخلدوني                                                                                                 | 2009م | العدد 5                        | إضافات، المجلة العربية لعلم الاجتماع                     |